# Trường Tây
Trường Tây là một xã thuộc thị xã Hòa Thành, tỉnh Tây Ninh, Việt Nam.

## Địa lý
Xã Trường Tây nằm phía đông thị xã Hòa Thành, có vị trí địa lý:
- Phía đông bắc giáp xã Trường Hòa
- Phía đông nam giáp xã Trường Đông
- Phía tây giáp phường Long Thành Trung
- Phía tây nam giáp xã Long Thành Nam
- Phía nam giáp huyện Châu Thành
- Phía bắc giáp phường Long Thành Bắc.

Xã Trường Tây có diện tích 7,78 km², dân số năm 2019 là 25.076 người, mật độ dân số đạt 3.223 người/km².

## Hành chính
Xã Trường Tây được chia thành 6 ấp: Long Hải, Trường Giang, Trường An, Trường Phước, Trường Lộc, Trường Huệ.

## Lịch sử
Xã Trường Tây được thành lập vào năm 1979 trên cơ sở điều chỉnh một phần diện tích và dân số của xã Trường Hòa, gồm các thôn: Trường Phước, Trường Lộc, Trường Huệ, Trường An.
Ngày 1 tháng 2 năm 2020, thành lập thị xã Hòa Thành trên cơ sở toàn bộ diện tích và dân số của huyện Hòa Thành. Xã Trường Tây thuộc thị xã Hòa Thành.